# DVD-Video
DVD-Video je videoformát používaný pro komerční distribuci filmů na DVD discích. Základní technické informace (např. kapacita, médium pro vytvoření DVD-Video disku) jsou stejné jako běžné DVD. Dalšími typy DVD podle obsahu jsou DVD-Audio a DVD Data.

## Obraz a zvuk
DVD-Video je způsob uložení videozáznamu na DVD nosiči. Ke kompresi obrazu se používá standard MPEG-2 Video. Pro kódování zvukové stopy se standardně používá formát Dolby Digital (AC-3), někdy bývá použit i kvalitnější zvuk ve formátu DTS. Nekomprimovaný formát PCM se používá méně (častěji u hudebních titulů) a MPEG-2 audio se již téměř nepoužívá. Na přehrávání DVD-Video médií uživatel potřebuje zařízení obsahující DVD mechaniku a dekodér MPEG-2 (např. přehrávač DVD nebo osobní počítač s mechanikou DVD a softwarovým přehrávačem DVD).
U DVD filmů se setkáme s datovou rychlostí 3–10 Mbit/s (dle specifikace je maximální průměrný datový tok 9,8 Mbit/s, maximální špičkový datový tok 15 Mbit/s). Vyšší počet zvukových stop nebo množství dodatečného materiálu (tzv. extra materiál – fotogalerie, film ve verzi „režisérův sestřih“, záznamy z natáčení, rozhovory s herci, nepoužité scény a jiné) mají často za důsledek, kvůli omezené kapacitě DVD média, nižší datovou rychlost (a tím i kvalitu obrazu) hlavního filmu; stále častěji se však pro uložení většího množství extra materiálu používá další disk.
Původně byly pro DVD-Video v zemích využívajících standard PAL standardizované pouze zvukové formáty PCM, MPEG-2 a starší MPEG-1 layer II s datovým tokem do 224 kbit/s (který se však téměř nepoužívá). Přes nevoli společnosti Philips bylo 5. prosince 1997 pod tlakem veřejnosti DVD Fórem schváleno rozšíření standardizovaných zvukových formátů o formát Dolby Digital (AC-3). Pro DVD-Video disky bylo použití formátu Dolby Digital přijato jako volitelné a pro přehrávače DVD byla podpora formátu Dolby Digital určena jako povinná.
V zemích, ve kterých se používá standard NTSC, musí každý film obsahovat zvukovou stopu aspoň ve formátu PCM nebo Dolby Digital a všechny NTSC přehrávače musí minimálně tyto dva formáty podporovat. Všechny ostatní formáty kódování zvuku jsou volitelné. Tím se zabezpečuje kompatibilita DVD-Video disků, které je tak možno přehrát na libovolném kompatibilním přehrávači DVD.

## Souborová struktura DVD-Video disků
DVD-Video disk musí povinně obsahovat adresář s názvem VIDEO_TS, které obsahují soubory s příponou vob, ifo a bup. V těchto souborech jsou uložené všechny potřebné složky video obsahu, jako je obraz, zvuk, hlavní nabídka, informace o kapitolách a titulky.
- Vob (Video Objects) soubory obsahují video, zvuk a titulky a jejich maximální velikost na DVD-Video disku nepřekračuje 1 GB, i když lze pomocí určitého softwaru vyprodukovat i Vob soubory o velikostech několika GB. Obvykle bývá jeden film rozdělen klidně i mezi 8 Vob souborů.
- Ifo soubory zase obsahují informace o tom, jaké zvukové stopy a titulky příslušné vob soubory obsahují, a další důležité informace potřebné pro správné fungování DVD-Video disku.
- Bup soubory pak představují záložní kopie příslušných ifo souborů.

## Zvukové stopy, titulky a úhly pohledů
DVD-Video disky většinou obsahují více zvukových stop, které doprovázejí obrazový záznam. (např. originální zvuková stopa filmu, ale i zvuková stopa s dabingem v jazyku země, kde se daný film prodává, nebo zvuková stopa s komentářem režiséra atd.).
Většinou obsahuje alespoň jedna stopa vícekanálový zvuk, kterým se dociluje působivého prostorového ozvučení.
Disky DVD-Video obvykle poskytují i několik stop s titulky v různých jazycích (je možné se setkat i s jejich speciální verzí, kdy titulky obsahují i informace o zvucích pro diváky se sluchovou vadou, např. výbuch, smích, rozbíjí se sklo apod.).
DVD-Video může obsahovat i informace o kapitolách (angl. chapters), které umožňují jednodušší vyhledávaní určitého úseku (např. když chcete pokračovat ve sledování filmu později, můžete si zapamatovat kapitolu, kterou jste viděli jako poslední). Když je pro to na disku DVD-Video dostatek místa, může záznam obsahovat několik verzí konkrétních scén (tzv. úhly pohledů, ang. angles). Tato funkce se využívá na zobrazení alternativního obsahu scény, kterým nemusí být jen pohled z jiného úhlu. Často se tato metoda používá jako součást lokalizace obsahu DVD-Video disku, např. na zobrazení různých jazykových verzí obrázků, které obsahují psaný text, pokud se na to nedají použít titulky.

## Tvorba DVD-Videa
Struktura DVD-Videa se vytváří a programuje při procesu, který se nazývá DVD authoring.

## Omezení
Prodávané DVD-Video disky bývají často šifrovány kódováním CSS, které má (neúspěšně) bránit digitálnímu kopírování DVD-Video disku, dále se obvykle používají regionální kódy a zakázané uživatelské operace (UOPs). Všechny DVD přehrávače musí umožňovat kódování analogového videosignálu technologií Macrovision

### Regionální kódy
Každý DVD-Video disk obsahuje jeden nebo více regionálních kódů, vymezujících region, pro který je daný disk určen. Komerční DVD-Video přehrávače mají pevně nastaven kód regionu a disky s jiným kódem nepřehrají. Teoreticky tato funkce umožňuje filmovým společnostem kontrolovat dobu, kdy se daný film objeví v daném regionu. Ve skutečnosti však řada přehrávačů umožňuje přehrát jakýkoliv DVD-Video disk, nebo je lze pro tento účel upravit.
Funkce není příliš populární u zákazníků, kteří zjistí, že v zahraničí legálně koupené DVD si na svém domácím přehrávači nemohou přehrát.

Regionální kódy ve světě

| Regionální kód | Oblast                                                                                              |
| -------------- | --------------------------------------------------------------------------------------------------- |
| 0              | lze přehrát ve všech regionech                                                                      |
| 1              | Kanada, Bermudy, USA a jejich závislá území                                                         |
| 2              | Střední východ, Evropa, Japonsko, Egypt, Lesotho, Jižní Afrika a Svazijsko                          |
| 3              | Jihovýchodní Asie, Hongkong, Macao, Jižní Korea a Tchaj-wan                                         |
| 4              | Austrálie, Oceánie, Jižní a Střední Amerika, Mexiko                                                 |
| 5              | Zbytek Afriky, Ukrajina, Moldavsko Bělorusko, Rusko, Indický subkontinent, Mongolsko, Severní Korea |
| 6              | Čína                                                                                                |
| 7              | Rezervováno pro budoucí využití                                                                     |
| 8              | "Mezinárodní" objekty jako jsou letadla, lodě, atd.                                                 |

## Shrnutí
Standard DVD-Videa umožňuje použít celkem 8 zvukových stop, 32 různých titulků a až 8 různých úhlů záběrů kamery.
Hlavní (konkurenční) výhodou DVD-Video disků oproti videokazetám VHS je kromě kvality záznamu i místo pro různý dodatečný materiál, který se přikládá k hlavnímu filmu, jako např. dokumentární záznamy, nepoužitý materiál, komentáře, jednoduché hry nebo krátké klipy.